# Альфред Пробст
Альфред Пробст (1894 — квітень 1958) — швейцарський академічний веслувальник.
Олімпійський чемпіон 1924 року в складі розпашної четвірки зі стерновим, бронзовий призер 1924 року в складі розпашної четвірки без стернового.
Чемпіон Європи 1923 (розпашні четвірки зі стерновим), 1925 (розпашні четвірки без стернового) років.